# София Роси
София Роси (на английски: Sophia Rossi) е американска порнографска актриса, родена на 22 септември 1977 г. в Лас Вегас, САЩ.

## Кариера
На 15 години започва да работи като модел, а на 17 се премества в Япония за да упражнява професията си на професионално ниво. По-късно, в продължение на няколко месеца се премества да живее в Европа, след което заминава за Лос Анджелис, Калифорния, където започва работа като актриса. Там се запознава със съпруга си, за когото и се омъжва. По-късно се премества в Скотсдейл, Аризона, където прекъсва кариерата си на модел и актриса за да отиде в колеж да учи за акушерка.
През 2002 г. се развежда със съпруга си и се връща у дома си в Лас Вегас, където възобновява кариерата си на модел и актриса. Две години по-късно се запознава с порно звездата Джена Джеймисън с която се сприятелява.
През 2005 г. Джена започва да работи за компанията ClubJenna. По-късно, по време на футболен мач на когото присъстват Джена и София, София решава да стане порноактриса, а Джена ѝ предлага ексклузивен договор с производствената си компания, ClubJenna. След това София се връща в Скотсдейл, където е седалището на ClubJenna.

## Награди и номинации
- 2007: Финалистка за F.A.M.E. награда за любими гърди.[1]
- 2007: Финалистка за F.A.M.E. награда за любима новобранка.[1]

## Филмография
- Sophia Syndrome (2006, ClubJenna)
- Jenna's Provocateur (2006, ClubJenna)
- Sophia Revealed (2007, ClubJenna)
- Rossi's Revenge (2007, ClubJenna)
- Sophia's Private lies, Volume 1 (2008, ClubJenna)
- Sophia Royale (2008, ClubJenna)